# Egialeo
Egialeo (in greco antico: Αἰγιαλεύς?, Aigialéfs) è un personaggio della mitologia greca. Fu un principe di Argo ed uno degli Epigoni.

## Genealogia
Figlio di Adrasto e di Anfitea (figlia di Pronace) o Demonassa.
Potrebbe essere il padre di Egialea (anche se in genere è ritenuta sua sorella) e di Cianippo (anche se in genere è ritenuto suo fratello).
Nell'ultimo caso, Egialeo avrebbe avuto Cianippo da Cometo (figlia di Tideo).

## Mitologia
Primogenito e di stirpe Argiva, fu uno degli Epigoni che parteciparono alla seconda guerra contro Tebe dieci anni dopo la disfatta di suo padre e dei Sette contro Tebe. 

Egialeo però, e nonostante la seconda guerra fu vinta, fu l'unico dei sette figli di quei re a perire sul campo poiché morì per mano di Laodamante nella battaglia svoltasi nei pressi di Glissa (Γλίσσας).
Fu seppellito a Paghe in Megaride e di lui esisteva una statua a Delfi.
Il padre (e re di Argo) Adrasto, morì di dolore durante il viaggio di ritorno e fu succeduto da Diomede, figlio di sua figlia Deipile.